# Voisin C27 Aerosport Coupe

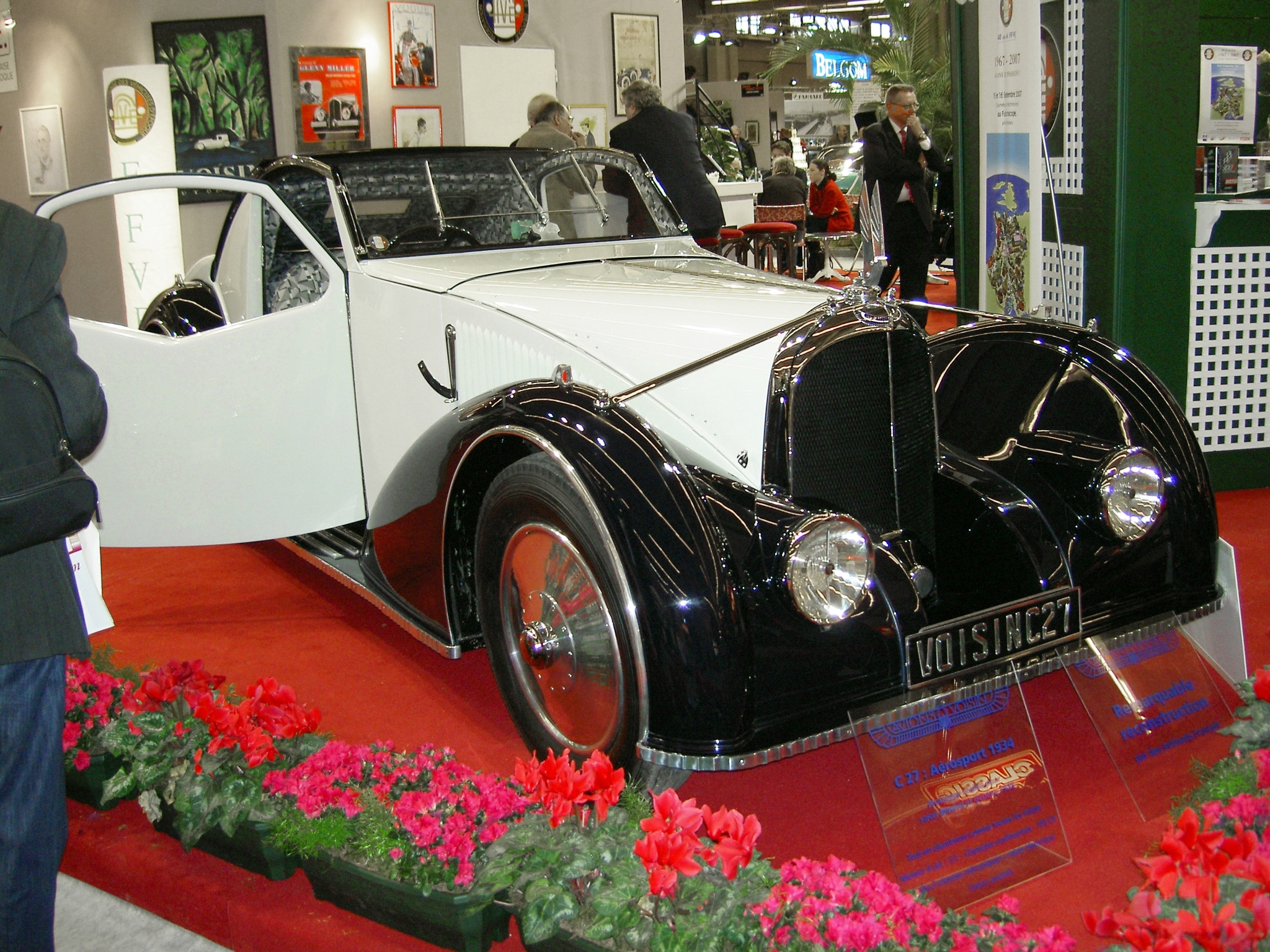
Voisin C27 Aerosport Coupe

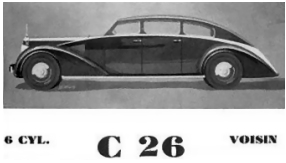
Voisin C26

Voisin C27 Aerosport Coupe модель люкс-класу французької компанії Avions Voisin

## Історія
Через фінансові проблеми в часи Великої депресії продажі авто невпинно скорочувались. Габріель Вуазен не став розробляти дешевші моделі, а показав на Паризькому автосалоні 1933 модель Voisin C24 з дизайном алюмінієвого кузова у стилі ар-деко з 6-циліндровим мотором потужністю 100 к.с., 4-ступінчастою коробкою передач Cotal. На всіх колесах були барабанні гальма. Наступного року було презентовано шасі Bob C25 з регульованими амортизаторами, аеродинамічний кузов з розсувним дахом, розроблений Габріелем Вуазеном і Андре Тельмотом (фр. Andre Noël-Noël Telmont). На основі цього шасі розробили 1934 дві наступні модифікації шасі з довгою колісною базою Luge (С26) і короткою з малим кліренсом Ski (С27). У обох шасі традиційно була більш широка колісна база передньої осі за задню. Після них Вуазен розробив С28, що стала його останньою моделлю перед припиненням виробництва автомобілів компанією Avions Voisin, війною (1937).
Модель C27 дводверного купе з шасі №52002 спроектували Г. Вуазен і дизайнер Андре Тельмот, які здавна тісно співпрацювали, створюючи дизайн авто у стилі Ар-деко. Кузов був виконаний з листів алюмінію, що робило його легким і одночасно дорогим. 
На Женевському Салоні 1935 було презентовано Voisin C27 Aerosport Coupe, яке купив Андре Тельмот.  Тельмот володів Voisin C27 близько 10 років, після чого вона декілька разів перепродувалась і зрештою дійшла до нашого часу. Ще одну С27 виготовили на замовлення шаха Ірану з кузовом кабріолет компанії Figoni, який зрештою не відповідав любові Вуазена до стилю Ар-деко. на даний час цей автомобіль перебуває у колекції в США.
Загалом було збудовано 28 шасі С25 і один С26, два С27.

### Технічні дані Voisin C27 Aerosport Coupe
|                    |                                       |
| Розміри            | Параметри                             |
| Роки випуску:      | 1935                                  |
| Довжина:           | 4600 мм                               |
| Колісна база:      | 3100 мм                               |
| Колія коліс:       | 1400 - 1650 мм                        |
| Маса порожнього:   | 1300 кг                               |
| Мотор              | 1×8-циліндровий, 2 карбюратори Zenith |
| Потужність мотора: | 104 к.с.                              |
| Об'єм мотору       | 2994 см³, 76×110                      |
| Охолодження мотора | гідравлічні, барабанні                |
| Гальма             | водяна помпа                          |
| Трансмісія:        | КП 4-ступінчаста механічна Cotal      |
| Швидкість:         | 145-150 км/год.                       |

### Voisin C26
Модель лімузина Voisin C26 у каталогах пропонувалась у двох виконаннях - аеродинамічному Aérisée і більш класичному Chevalière з кузовом з прямими кутами. Збереглась світлина авто з чотиридверним кузовом Chevalière зі скринями для багажу вздовж капоту. Очевидно, що 6-циліндровий мотор потужністю близько 100 к.с. не відповідав запитам авто класу лімузин таких габаритів.